# Sheratan
Sheratan (beta Arietis) is een spectroscopische dubbelster in het sterrenbeeld Ram (Aries).
De componenten (Sheratan A en Sheratan B) draaien op een afstand van ongeveer 1,1 AU in 106 dagen om elkaar heen.
Andere namen voor de ster zijn Sheratin, 6 Arietis, Sharatan of Sherawan.

## NGC 722
Vanaf de  aarde gezien bevindt zich 6,9 boogminuten ten zuidoosten van Sheratan het sterrenstelsel NGC 722. Amateurastronomen kunnen Sheratan aanwenden als gidsster om op zoek te gaan naar NGC 722.